# Pōhiva Tuʻiʻonetoa
Pōhiva Tuʻiʻonetoa (ur. 30 czerwca 1951, zm. 19 marca 2023) – tongijski polityk, w latach 2019–2021 premier.
Ukończył zarządzanie na Monash University w Melbourne. W listopadzie 2014 został deputowanym do parlamentu z okręgu Tongatapu jako kandydat Partii Demokratycznej. Pełnił funkcję ministra policji, turystyki, pracy i handlu w rządzie Akilisi Pohiva. W lutym 2017 mianowany ministrem skarbu państwa a we wrześniu 2017 – ministrem finansów. We wrześniu 2019 po śmierci dotychczasowego premiera Pohiva opuścił rząd, wraz z trzema innymi ministrami i przeszedł do opozycji, tworząc Partię Ludową. 27 września 2019 objął funkcję premiera Tonga, tworząc swój rząd jeszcze tego samego dnia.